# منحنی موازی

منحنی‌های موازی با منحنی به معادلهٔ:
در فواصل

منحنی‌های موازی (Parallel Curves)، پوشش یا لفافی از خانواده دایره‌های هم ارز هستند که حول یک منحنی تمرکز یافته‌اند. این اشیاء مفهوم خطوط موازی را تعمیم می‌دهند. همچنین می‌توان آن را به این صورت نیز تعریف نمود: منحنی که نقاطش در فاصله نرمال ثابتی از یک خم دلخواه قرار داشته باشند.
این دو تعریف کاملاً با هم معادل نیستند، چرا که تعریف اخیر هموار بودن را فرض کرده درحالی که تعریف اولی چنین فرضی را به کار نمی‌برد.
در طراحی به کمک رایانه (CAD)، اصطلاح منحنی آفست (Offset Curve) ترجیح داده می‌شود.

## منحنی آفست
بر هر نقطه {\displaystyle p} بر هر منحنی پیوستهٔ {\displaystyle c} می‌توان یک خط مماس یکتای {\displaystyle t} و یک خط نرمال یکتای {\displaystyle n} رسم کرد.
این خط نرمال بر منحنی عمود است و از آن برای اندازه‌گیری فاصله‌ها از منحنی استفاده می‌شود.
روی هر خط نرمال {\displaystyle n}، تنها دو نقطهٔ {\displaystyle q_{1}} و {\displaystyle q_{2}} هستند که فاصله‌شان از منحنی {\displaystyle c} برابر {\displaystyle d} است. این نقاط را می‌توان از تقاطع دایره‌ای به مرکزیت {\displaystyle p} و با شعاع {\displaystyle d} و خط نرمال {\displaystyle n} بدست آورد.
آفست منحنی پیوسته c با فاصلهٔ {\displaystyle d} به شکل ذیل تعریف می‌شود: بر روی هر خط نرمال، دو نقطه‌ای که از منحنی {\displaystyle c} فاصلهٔ {\displaystyle d} را داشته باشند مشخص می‌کنیم. مجموعهٔ همهٔ این نقاط آفست {\displaystyle c_{d}} است.
به‌سادگی می‌توان نشان داد که خط نرمال منحنی آفست {\displaystyle c_{d}} و منحنی اولیه یکی است، بنابراین خطوط مماس {\displaystyle c_{d}} و {\displaystyle c} با هم موازی‌اند. ازین رو منحنی‌های آفست منحنی موازی هم نامیده می‌شوند.
با تغییر دادن فاصلهٔ {\displaystyle d} می‌توان خانواده‌ای از منحنی‌های آفست بدست آورد.
برای منحنی‌های محدب بسته، این آفست‌ها به دو دسته تقسیم می‌شوند که یک دسته داخل منحنی و یک دسته بیرون منحنی قرار دارند.
برای منحنی‌های باز، دستکم دو روش برای تعریف منحنی آفست وجود دارد: یا آفست‌ها به شکل دو دستهٔ گسسته تولید می‌شوند یا می‌توان آنان را به هم پیوند داد به شکلی که انتهای هر کدام یک نیم‌دایره باشد.

### محاسبه منحنی‌های آفست
اگر معادله پارامتری یک منحنی مسطح {\displaystyle c(t)=(x(t),y(t))} باشد، معادلهٔ پارامتری منحنی آفست آن عبارت است از {\displaystyle c_{d}(t)=c(t)\pm d\cdot n(t)} که در آن {\displaystyle d} فاصلهٔ آفست و {\displaystyle n(t)} بردار واحد منحنی نرمال است. برای به دست آوردن {\displaystyle n(t)} منحنی {\displaystyle c} را ۹۰ درجه می‌چرخانیم و آن را بر طول خود تقسیم می‌کنیم:
{\displaystyle n(t)={\frac {(-y\prime (t),x\prime (t))}{\sqrt {x\prime (t)^{2}+y\prime (t)^{2}}}}}

### منحنی‌های آفست دایره و بیضی
منحنی‌های آفست دایره به شعاع {\displaystyle r} و مرکز {\displaystyle m} در فاصلهٔ {\displaystyle d} دایره‌هایی خواهد بود به مرکز {\displaystyle m} و شعاع‌های {\displaystyle r+d} و {\displaystyle r-d}. برای دایره همهٔ منحنی‌های آفست دایره‌هایی هم‌مرکز هستند.
برای بیضی منحنی آفست {\displaystyle c_{d}} هنگامی که فاصلهٔ d به‌اندازهٔ کافی کوچک باشد بیضی خواهد بود، ولی پس از حدی منحنی آفست با خود تقاطع خواهد داشت و دیگر بیضی نیست.

### آفست چندضلعی‌ها
چندضلعی‌ها از تعدادی پاره‌خط مستقیم و تعدادی رأس تشکیل شده‌اند. هر پاره‌خط تنها یک نرمال دارد و بنابر این آفست آن مشخصاً یک پاره‌خط است. ولی هر رأس تعداد بیشماری نرمال دارد و آفست آن بخشی از دایره خواهد بود. بنابر این آفست چندضلعی‌ها ترکیبی از پاره‌خط و بخش‌های دایره است.

## سطح آفست
مشابه منحنی‌های آفست، تعریف سطح آفست با اندازه‌گیری فاصله از سطح در راستای خط‌های نرمال انجام می‌شود. برای هر سطح پیوستهٔ {\displaystyle S}، آفست {\displaystyle S_{d}} در فاصلهٔ {\displaystyle d} به شکل ذیل تعریف می‌شود: روی هر خط نرمال سطح، دو نقطه که از سطح {\displaystyle S} در فاصلهٔ {\displaystyle d} هستند را مشخص می‌کنیم و مجموعهٔ همهٔ این نقاط را {\displaystyle S_{d}} می‌نامیم. می‌توان نشان داد که خطوط نرمال سطح {\displaystyle S} و آفست آن {\displaystyle S_{d}} مشترک است.
صفحات مماس بر نقاط متناظر سطوح {\displaystyle S} و {\displaystyle S_{d}} موازی هستند و ازین رو سطح آفست سطح موازی نیز نامیده می‌شود.

### محاسبه سطح آفست
اگر معادله پارامتری یک سطح مسطح {\displaystyle S(u,v)=(x(u,v),y(u,v),z(u,v))} باشد، معادلهٔ پارامتری سطح آفست آن عبارت است از {\displaystyle S_{d}(u,v)=S(u,v)\pm d\cdot n(u,v)} که در آن {\displaystyle d} فاصلهٔ آفست و {\displaystyle n(u,v)} بردار واحد خط نرمال است.

### آفست سطوح دورانی
گیریم {\displaystyle C} استوانه‌ای دورانی با محور {\displaystyle A} و شعاع {\displaystyle r} باشد. آفست این سطح دو استوانهٔ دورانی {\displaystyle C_{d}} با شعاع‌های {\displaystyle r+d} و {\displaystyle r-d} است. این استوانه‌ها خطوط نرمال مشترکی دارند که بر محور مشترک همهٔ آن‌ها ({\displaystyle A}) عمود است.
به‌طور کلی آفست {\displaystyle S_{d}} سطح دورانی {\displaystyle S} خود سطحی دورانی با محوری مشترک با سطح اصلی است؛ بنابراین برای بدست آوردن سطح آفست می‌توان ابتدا منحنی مولد سطح اصلی را آفست کرد و سپس با چرخاندن منحنی آفست منحنی مولد (که منحنی مولد سطح آفست است) سطح آفست را بدست آورد.
سطوح آفست کره‌ای به مرکزیت {\displaystyle m} و شعاع {\displaystyle r} در فاصلهٔ {\displaystyle d} دو کرهٔ هم مرکز به شعاع‌های {\displaystyle r\pm d} است.
کره حالت خاصی از سطحی دورانی به نام چنبره است. مثل کره، آفست چنبره هم چنبره‌هایی با محور و دایرهٔ مولد یکسان است.

### آفست سطوح استوانه‌ای
سطح استوانه‌ای {\displaystyle C} با اکستروژن منحنی پیوسته و مسطح {\displaystyle c} (روی صفحهٔ {\displaystyle P}) تولید می‌شود. قابل توجه است که هر مقطع عرضی سطح {\displaystyle C} که موازی با صفحهٔ {\displaystyle P} باشد یک کپی مشابه منحنی {\displaystyle c} است و همهٔ خطوط نرمال سطح {\displaystyle C} با صفحهٔ {\displaystyle P} موازی‌اند. برای به‌دست آوردن سطح آفست {\displaystyle C_{d}}، ابتدا منحنی {\displaystyle c_{d}} در فاصلهٔ {\displaystyle d} را با آفست کردن {\displaystyle c} بدست می‌آوریم و سپس آن را اکسترود می‌کنیم. سطوح آفست سطوح استوانه‌ای خود سطوحی استوانه‌ای هستند.

### آفست سطوح مخروطی
سطح مخروطی C از اتصال منحنی c به نقطهٔ رأس v با استفاده از مجموعه‌ای از پاره‌خط‌های مستقیم (موسوم به مولدها) تولید می‌شود. از آنجا که C در نقطهٔ رأس v پیوسته نیست، سطح C در آن نقطهٔ خط نرمال یکتا ندارد (یا بینهایت خط نرمال دارد). ازین‌رو آفست در نقطهٔ رأس v بخشی از کرهٔ S است.
خط نرمال مولدهای سطح مخروطی خود مجموعه‌ای از پاره‌خط‌های مستقیم است که بر کره S را در راستای منحنی v_d مماس‌اند. به عبارت دیگر، این مولدها در یک نقطه به‌هم نمی‌رسند و ازین رو آفست سطوح مخروطی دیگر یک سطح مخروطی نیست.

### آفست سهمی‌گون‌های هذلولی
سهمی‌گون هذلولی نوعی سطح خط‌دار است که دو نوع خط مولد را بر روی خود دارد. در نقاط مختلف روی این خط مولدها، جهت خط مماس بر سطح و در نتیجه جهت منحنی نرمال متغیر است، بنابراین آفست خطوط مولد سهمی‌گون هذلولی دیگر خط مستقیم نیستند و در نتیجه آفست سهمی‌گون هذلولی، سهمی‌گون هذلولی نیست.

### آفست سطوح چندوجهی
سطح چندوجهی یک سطح گسسته است که از تعدادی وجه، ضلع، و رأس تشکیل شده‌است. هر وجه این سطوح یک خط نرمال یکتا دارد و ازین رو آفست آن مشخص است؛ ولی این امر برای اضلاع و رئوس صدق نمی‌کند.
هر نقطه روی ضلع چندوجهی تعداد بیشماری خط نرمال دارد و ازین رو آفست آن بخشی از یک استوانه است. همچنین هر رأس چهار وجهی هم تعداد بیشماری خط نرمال دارد و ازین رو آفست آن بخشی از یک کره است. در نتیجه آفست سطح چندوجهی ترکیبی از صفحات مسطح و بخش‌هایی از استوانه و کره است.

## تریم
به‌سبب برخی نیازهای کاربردی، گاه تنها به بخشی از منحنی آفست نیاز است و لازم است بخش‌های اضافی را حذف کرد. به این عملکرد تریم (پیراستن) گفته می‌شود.
تریم می‌تواند به صورت محلی باشد یا سراسری. در تریم محلی بخش‌هایی از آفست که به‌خاطر تقاطع منحنی آفست با گسترده منحنی اصلی هم‌پوشان شده‌اند حذف می‌شوند. برای حذف همپوشی‌هایی که حاصل تقاطع آفست بخش‌های مختلف منحنی اصلی‌اند از تریم سراسری استفاده می‌شود.

### تریم سه‌بعدی
تریم سطوح آفست عملکردی است دشوار، چرا که این سطوح می‌توانند پیچیدگی بسیاری داشته باشند. در برنامه‌های کامپیوتری، برای تریم کردن از محاسبات عددی استفاده می‌شود. ممکن است سیستم‌های CAD در محاسبهٔ تریم آفست سطوح ناموفق باشند که این به معنای پیچیده بودن آفست‌ها برای متدهای به‌کار رفته در سیستم است. آفست برخی از سطوح سطحی خاص است (مثلاً آفست سطوح استوانه‌ای خود سطوحی استوانه‌ای هستند). ازین امر می‌توان در ساده ساختن محاسبهٔ تریم آفست سطوح استفاده کرد.

## آفست گسسته

### آفست گسستهٔ چندضلعی‌های هم‌سطح
در هنگام آفست کردن، برخی نرم‌افزارهای CAD به‌جای جایگزینی نقطهٔ P با قوسی دایره‌ای، آنرا به گوشه‌ای تیز تبدیل می‌کند و بدین شکل آفست P_d چندضلعی p خودش هم یک چندضلعی خواهد بود. در این‌صورت، باید توجه داشت که فاصلهٔ برخی از نقاط روی P_d از چندضلعی P از مقدار d بیشتر است.
برای رسم آفست گسسته چندضلعی P، به موازای هر ضلع آن و با فاصلهٔ‌ d خطوطی رسم می‌کنیم و آن‌‌ها را از محلی که همدیگر را قطع می‌کنند می‌بریم.

### آفست گسستهٔ سطوح چندوجهی
آفست گسستهٔ چندوجهی P خود یک چندوجهی است که آنرا با نماد P_d نشان می‌دهیم. فاصلهٔ برخی نقاط روی وجوه این چندوجهی از چندوجهی P از فاصلهٔ آفست d بیشتر است، ولی بااین وجود گاه چندوجهی بودن آفست یک چندوجهی از دقت آفست اهمیت بیشتری دارد. برای رسم P_b، آفست هر یک از وجوه را در فاصلهٔ d رسم می‌کنیم و آن‌ها را آنقدر ادامه می‌دهیم که همدیگر را قطع کنند، و سپس از محل تقاطع چندضلعی‌ها را می‌بریم.

### فهرست منابع
- Pottmann, Helmut; Asperl, Andreas; Hofer, Michael; Kilian, Axel; Bentley, Daril (2007). Architectural geometry. Bentley Institute Press. ISBN 1-934493-04-X. OCLC 180177477.